# Любехня-Мала
Любехня-Мала (пол. Lubiechnia Mała) — село в Польщі, у гміні Жепін Слубицького повіту Любуського воєводства.
Населення — 62 особи (2011).
У 1975-1998 роках село належало до Гожовського воєводства.

## Демографія
Демографічна структура станом на 31 березня 2011 року:
|          | Загалом | Допрацездатний вік | Працездатний вік | Постпрацездатний вік |
| -------- | ------- | ------------------ | ---------------- | -------------------- |
| Чоловіки | 31      | 5                  | 26               | 0                    |
| Жінки    | 31      | 8                  | 21               | 2                    |
| Разом    | 62      | 13                 | 47               | 2                    |